# Aleš Čar
Aleš Čar, slovenski pisatelj, prevajalec in scenarist, * 6. marec 1971, Idrija, Slovenija.

## Življenje in delo
Študiral je primerjalno književnost na Filozofski fakulteti v Ljubljani. Leta 1998 je dobil nagrado za najboljši prvenec dveh let za roman Igra angelov in netopirjev. Leta 2000 je bil njegov drugi roman Pasji tango predlagan za Delovo nagrado kresnik. Leta 2003 pa je izdal zbirko kratke proze V okvari in bil nominiran za nagrado Prešernovega sklada.

## Filmografija

### Scenarij
- Ivan (2017)
- V imenu ljudstva (2020-)
- Srečno samski (2020)